# Lars Strömgren
Lars Josef Roland Strömgren, född 26 juni 1981 i Oscars församling i Stockholm, är en svensk miljöpartistisk politiker. Sedan 2022 är han trafikborgarråd i Stockholms kommun.
Strömgren är uppvuxen i Stockholm. Han har en civilekonomexamen från Handelshögskolan i Stockholm där han under sin studietid var dirigent för studentkören Friedmans Apostlar från 2005-2010. Han har även studerat kulturgeografi vid Stockholms universitet samt fastighetsvärdering vid Kungliga Tekniska Högskolan samt studerat två år på Operastudion och konstvetenskap vid Humboldt Universität zu Berlin.
Han har tidigare varit ordförande för Cykelfrämjandet och varit vicepresident i Europeiska cyklistförbundet.